# Buraco das Araras (Mato Grosso del Sur)
Buraco das Araras es una dolina y una reserva ecológica ubicada en el municipio de Jardim, Mato Grosso del Sur, Brasil.
Tiene 500 metros de diámetro y 127 metros de profundidad.

## Galería de imágenes

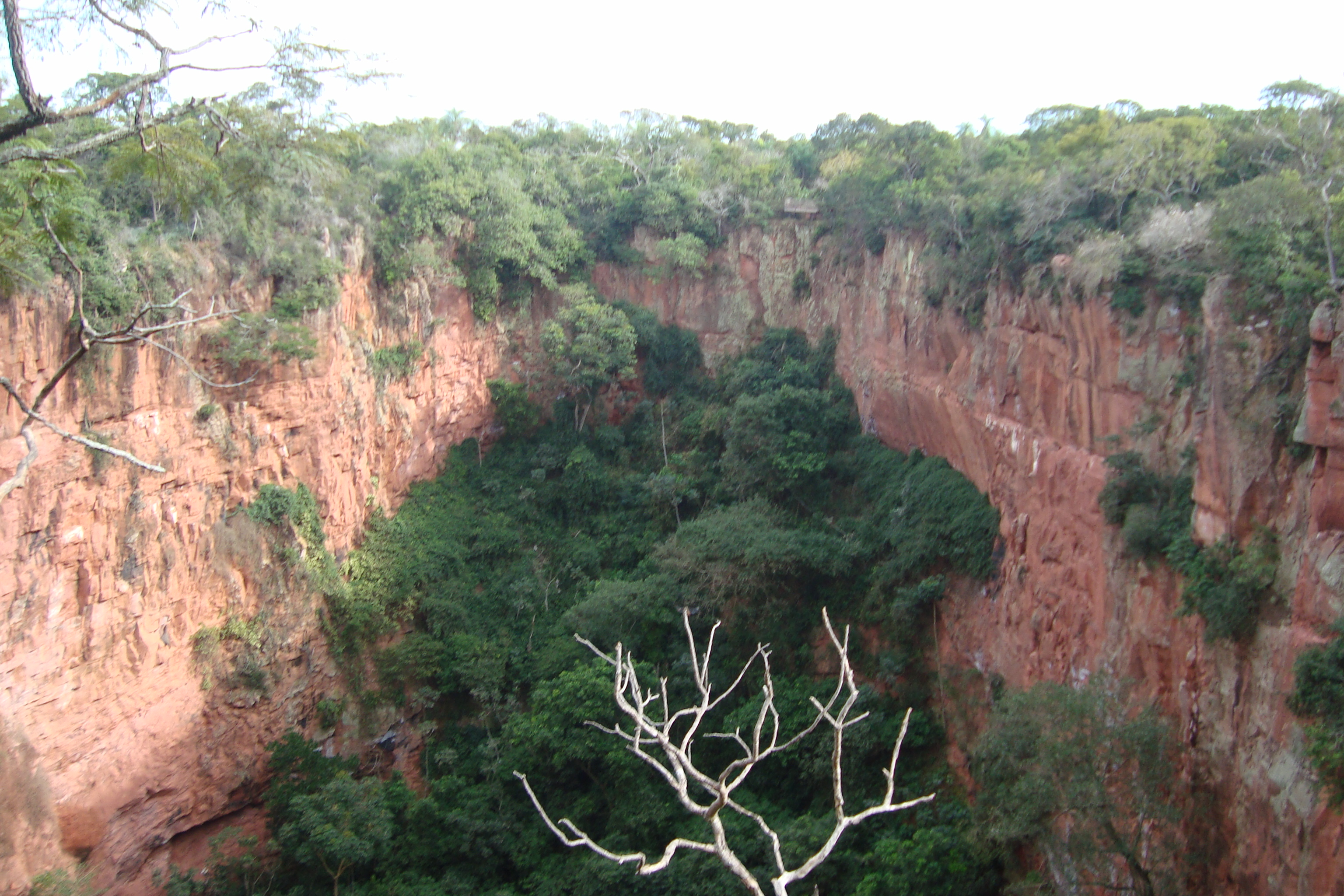
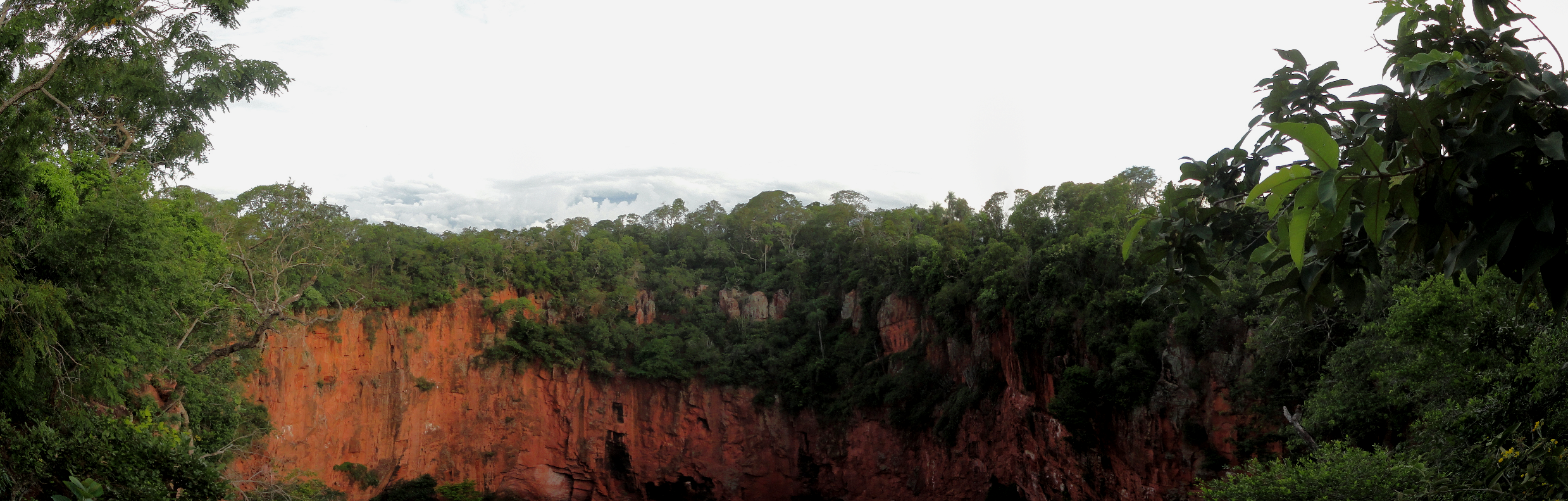
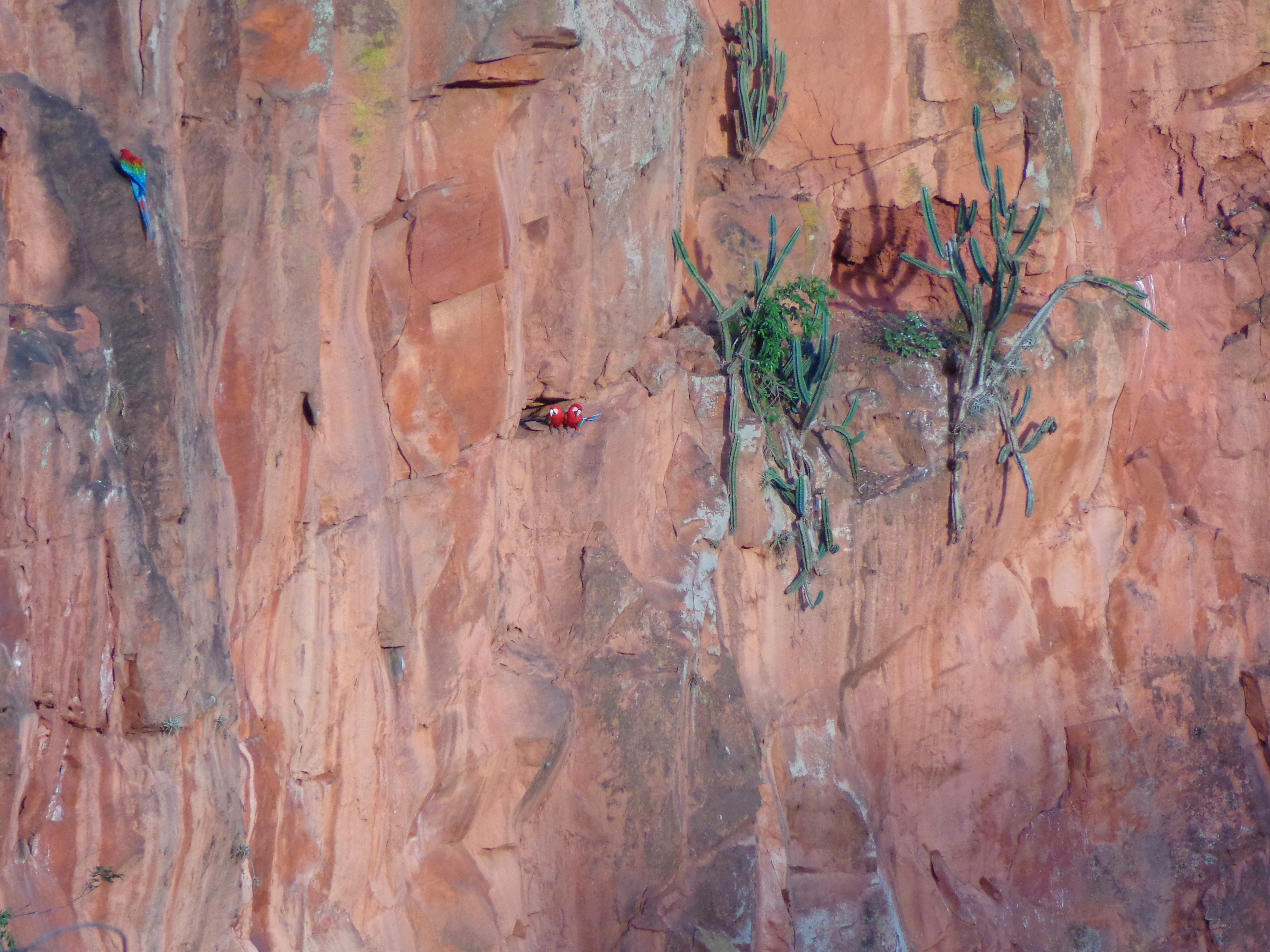